# Jhonatan Mosquera
Jhonatan Mosquera (Bogotá, Colombia; 14 de enero de 1988) es un futbolista colombiano. Juega de defensa y su equipo actual es el Comunicaciones Fútbol Club de la Primera División de Guatemala.
Es hermano de Sergio Andrés Mosquera,  jugador de Deportes Tolima.

## Clubes
| Club               | País      | Año             |
| ------------------ | --------- | --------------- |
| Deportivo Rionegro | Colombia  | 2009            |
| Real Cartagena     | Colombia  | 2010            |
| Patriotas Boyacá   | Colombia  | 2011            |
| Sucre FC           | Colombia  | 2012            |
| Cortuluá           | Colombia  | 2012 - 2013     |
| Deportivo Pereira  | Colombia  | 2014 - 2015     |
| Real Estelí        | Nicaragua | 2015 - 2017     |
| Boer FC            | Nicaragua | 2017            |
| Árabe Unido        | Panamá    | 2018 - Presente |